# 1-2-Switch
1-2-Switch är ett multiplayerspel som utvecklats av Nintendo till Nintendo Switch. Spelet innehåller 28 stycken minispel avsedda att visa egenskaperna hos Joy-Con-spelkontrollerna och släpptes den 3 mars 2017, samma datum som Nintendo Switch släpptes. Det som utmärker spelet är att de flesta av minispelen uppmuntrar spelarna till att titta på varandra snarare än skärmen, och utgå från spelets ljud samt motspelarens reaktioner.

## Minispel
1-2-Switch innehåller 28 stycken olika minispel varav de flesta kräver två spelare. Minispelen är följande:
| - Air Guitar - Baby - Ball Counting - Baseball - Beach Flag - Boxing Gym - Copy Dance - Dance Off - Eating Contest - Fake Draw - Gorilla - Joy-Con Rotation - Milk - Plate Spin | - Quick Draw - Runway - Safe Crack - Samurai Training - Shave - Signal Flag - Sneaky Dice - Soda Shake - Sword Fight - Table Tennis - Telephone - Treasure Chest - Wizard - Zen |